# 矢追純一
矢追 純一（やおい じゅんいち、1935年〈昭和10年〉7月17日 - ）は、日本のディレクター、テレビタレント、実業家、UFO・超常現象研究家。1970年代から1990年代までに制作を指揮したオカルト関連のテレビ番組で特に有名となったが、1995年からは宇宙塾を主宰するなど、実業家としてテレビ番組制作以外での活動に比重を置いている。

## 来歴

### 壮絶な少年時代
1935年、満洲国新京生まれ。元々裕福な家庭であったが、名古屋帝国大学を首席級の成績で卒業したエリートであった父親を亡くした上に、日本が太平洋戦争の敗戦国となった途端、大連で敵国民としての扱いを受けて極貧生活に転落。当時病弱だった純一の体の健康を気にした母親は自宅学習を禁止し、自宅では運動をして遊ばせるとともに、授業だけで好成績を取るように厳命する。電機学園高等学校（現：東京電機大学高等学校）では入学後早々と母親が亡くなる。さらに厳しい環境に置かれた純一はアルバイト生活を送りながら、時間もない中で1冊の対策本のみを隅々まで熟読し、当時の難関とされた中央大学法学部法律学科に入学して卒業した。

### マスメディアにおける躍進
1960年、純一の卒業後の進路が決まっていないことを心配したアルバイト先の年配の人の紹介で、難関である日本テレビの選考を受けて入局。制作局在職中に『11PM』や『木曜スペシャル』で超常現象を扱ったドキュメンタリー風オカルト番組を数多く手掛け、軒並み高視聴率を記録した。自らも番組出演するディレクターとして売り出された。
『超能力者ユリ・ゲラー』（1974年）、『オリバー君来日』（1976年）等の話題作を次々と仕掛け、時代の寵児となったが、スプーン曲げで追従した関口少年のトリックが見破られて超能力ブームが一気に終息したため、1970年代末以降はUFOネタを主に扱うようになった。結果として、オカルトを日本国内で広く認知させた。

### 多岐に渡るビジネス展開
系列局のアール・エフ・ラジオ日本に出向してディレクター兼ディスクジョッキーを務めた後、1986年9月に退局。以降フリーのディレクターとして活動する傍ら、財団法人地球環境財団の設立発起人に名を連ね、広報兼常務理事を務めた（後に退任）。また、オーディオ機器製造会社イマジェックスや、株式会社ジェイプランナーの社長、有限会社スペース・ラブ取締役などを歴任。
1995年7月7日から現在に至るまで宇宙塾を主宰し、毎週のようにセミナーを開催する。セミナーでは北海道から九州までを含む日本各地のファン（動画などを見て海外から訪ねてくる外国人も少数存在）と直接交流を図っている。毎月１回、主に最終土曜日に行われている自由参加セミナー（事前に参加申込が必要）や、毎年の誕生日会と言ったライトなイベントから、特別編と呼ばれるコアなセミナーまで多種多様なイベントを展開中である。
非認定の株式会社イオンド大学日本校から「理学博士号を授与」され、2000年より教授・未知現象研究学部長の肩書を用いていたが、同社が経営破綻した2007年以降本人のプロフィールから削除されている。
その後、石川県羽咋市のコスモアイル羽咋の名誉館長に就任した。
2011年、コスモアイル羽咋が実施した「UFO検定」を監修した。

## 人物
- 上記のような企画物を数多く担当し、「怪奇ディレクター」「UFOディレクター」の愛称で知られた。
- 執筆の際に、頼 秀樹の筆名も併用する。またミステル・ヤオイとも呼ばれる[注釈 3]。
- 「UFOがホントに出現したら、NHKのニュースで放送しますよ」「UFOそのものをバッチリ撮りたいとか、そういう欲はありません」「日本人の視野の狭さを何とかしたいんだけど、空を見せようという番組作っても視聴率稼げないから」「UFOや超能力がインチキであるとかないとか言うことは、何ら意味がないんだよね」等と明言している[7]。
- ジャズやボサノヴァと言った音楽を好み、毎年の誕生日会も世界各地のジャズ，ラテン音楽バンドと深い縁のある東京赤坂のアンべ・クアトロで開催している。また、既存のオーディオに不満を持ち、ETSシステムを自作（試行錯誤中の配線間違いにより偶然実現した）し、八王子エフエムの番組や宇宙塾関連イベントなどで出力音を公開している。

## 出演

### テレビ番組
- NOWヒットパレード（日本テレビ、超能力コーナーの担当）
- おてんば宇宙人（日本テレビ、1981年） - OPでUFOを目撃する通行人役
- ザ・ワイド（日本テレビ）
- ザ・ベストハウス123（フジテレビ）
- サンデージャポン（TBSテレビ） - 準レギュラー（宇宙開発局キャップ）
- 人志松本の○○な話（フジテレビ、2011年4月8日）
- 緊急検証!宇宙人地球侵略史 〜振り返ればヤツ（宇宙人）がいた〜（ファミリー劇場、2013年10月14日）
- 緊急検証!矢追純一は実在した!?〜会いに行ける矢追純一〜（ファミリー劇場、2014年10月25日）
- 映っちゃった映像GP（2015年1月27日、フジテレビ）

### ラジオ番組
- 徳光和夫 とくモリ!歌謡サタデー（2018年8月18日、ニッポン放送） - 徳さんの千客万来 ゲストコーナー
- 矢追純一のスペース ファンタジア（アール・エフ・ラジオ日本）
- 真夜中ギンギラ大放送 アゴ&キンゾー アニマル180分（ラジオ関西）
- 矢追純一のEncounter遭遇（2017年10月 - 、八王子エフエム）

### 映画
- ゴジラvsキングギドラ（1991年） - ゲストコメンテーター（本人）役[1]
- 曲がれ!スプーン（2009年）

### CM
- 井澤金属（1989年 - 1993年）[注釈 4]
- バンダイ「ケロロ軍曹 ケロレーション」（2006年）
- ガリバーインターナショナル（2007年：韮澤潤一郎、大槻義彦と共演）
- ユーキャン「フミダスムービー『キラキラ』」（2010年） - 店員 役[注釈 5]
- 松竹「スカイライン -征服-」（2011年、大槻義彦と共演）

### インターネット
- 溜池Now（GyaO） - 第9回「エイリアンランキング」に出演
- 矢追純一アワー（GyaO） - 2009年1月21日 - 3月6日放送の番組
- UFO激写ゲーム（日テレ×GAME） - 携帯電話用アプリの監修
- REIGN郁磨withSadie剣の「悪魔的教育講座」特別篇 矢追純一　スペシャル！ - ヴィジュアル系バンドの動画コンテンツに出演
- お願い! 宇宙人（2012年12月28日、BeeTV）

### ゲーム
- 矢追純一極秘プロジェクト『UFOを追え!!』[注釈 6]（日本クラリービジネス、1996年）

## 著書
- 『ナチスがUFOを造っていた』（ISBN 4277880835 / ISBN 4309490700） - 本書および同名の番組で、カナダのネオナチ宣伝家エルンスト・ツンデルの主張をほぼそのまま紹介して問題になった。なお、ツンデルは後に人種差別的言動の廉でドイツに強制送還されている。
- 『カラスの死骸はなぜ見あたらないのか』（ISBN 4309491499） - 他の動物と異なりカラスの死骸が市中に見当たらないことに着目し、死骸が瞬間的に消滅（対消滅）する説を展開。と学会[9]で話題となった。

- 『写真でみる空飛ぶ円盤200集』編・著 平安書店, 1974
- 『空飛ぶ円盤を追って』平安書店, 1974
- 『写真でみる空飛ぶ円盤・宇宙人200集』編著. 平安, 1975
- 『写真で見る日本に来た?!UFOと宇宙人』平安, 1976
- 『全国UFO目撃多発地帯』(サラ・ブックス) 二見書房, 1978
- 『宇宙人に会った (豆たぬきの本) 広済堂出版, 1979
- 『冒険特派員 (豆たぬきの本) 広済堂出版, 1979
- 『謎の宇宙人追跡 : CIA秘密文書を暴く』 (徳間ブックス) 徳間書店, 1980
- 『世界怪奇名所案内』 (サラ・ブックス) 二見書房, 1981
- 『人類は地球人だけではなかった 極秘資料に示された衝撃の事実初公開』(プレイブックス) 青春出版社, 1982
- 『第三の選択の謎 宇宙への人類移送計画は真実か!?』 (サラ・ブックス) 二見書房, 1982
  - 『「第三の選択」の謎 宇宙への人類移送計画は真実か?! 地球の危機はここまで迫っている (Kawade夢文庫) 河出書房新社, 1993
- 『宇宙人の死体の謎』 (サラ・ブックス) 二見書房, 1983
- 『戦慄の米ソ超能力戦争』学習研究社, 1983
- 『超能力ユリ・ゲラー現象 不可思議なパワーが地球を破滅から救うか? (Tokuma books) 徳間書店, 1983
- 『MIB(メン・イン・ブラック)の謀略 :宇宙人の死体の謎 (サラ・ブックス) 二見書房, 1989
- 『戦慄のMARS計画 人類火星移送プロジェクトの謎 (サラ・ブックス) 二見書房, 1989
- 『これが宇宙人との密約だ : UFOの謎を明かす (ワニ文庫) ベストセラーズ, 1989
- 『MJ-12の秘密 UFOの謎を追いつめる 宇宙人と人類の極秘協定 (ワニの本ベストセラーシリーズ) ベストセラーズ, 1989
- 『宇宙人は、もう地球に棲んでいる 彼らの正体とその目的がいま明かされる (プレイブックス) 青春出版社, 1990
- 『宇宙からの誘拐者 戦慄のアブダクティー体験 人類生体実験の謎 (サラ・ブックス)二見書房, 1990
- 『生きた宇宙人がつかまった "MJ-12"が隠しておきたかった真実のすべて 目撃者たちが見た戦慄の光景とは (プレイブックス) 青春出版社, 1991
- 『宇宙人・矢追純一の「地球人」へのメッセージ どうする?地球破壊やUFO問題』学習研究社, 1991
- 『宇宙人は人類の滅亡を知っている UFOからの恐るべき警告 NASAがたくらむ地球脱出へのシナリオとは』 (プレイブックス 青春出版社, 1992
- 『第5種接近遭遇の謎 :ついに宇宙人とのコンタクトが始まった! (On select) 雄鶏社, 1993　(Kawade夢文庫) 1993
- 『カラスの死骸はなぜ見あたらないのか :あなたの常識がひっくり返る本』(On select) 雄鶏社, 1993　(Kawade夢文庫) 1996
- 『ナチスがUFOを造っていた :ついに突き止めた超兵器の秘密 (On select) 雄鶏社, 1994
- 『宇宙生命体(E・T・I)は地球に降りていた :彼らの存在を証明する衝撃の極秘ファイル (Kawade夢文庫) 河出書房新社, 1994
- 『宇宙人とUFO 怪奇事件簿』河出書房新社, 1995　 (Kawade夢文庫) 1995
- 『宇宙人は本当に実在する :アメリカ国防総省の元高官が明かした衝撃の真実とは』河出書房新社, 1998
  - 『宇宙人は本当に実在する :現実はあなたの想像をはるかに超えている!』 (Kawade夢文庫) 河出書房新社, 1999
- 『人は死ぬ時なぜ体重が減るのか :70グラムの魂が棲む"死後の世界"を覗く』河出書房新社, 1999
- 『矢追純一のUFO大全』リヨン社, 2006
- 『矢追純一は宇宙人だった!? :木曜スペシャルUFO特番の裏』学研パブリッシング, 2014
- 『「矢追純一」に集まる未報道UFO事件の真相まとめ :巨大隕石落下で動き出したロシア政府の新提言』明窓出版, 2014
- 『ヤオイズム :頑張らないで生き延びる』三五館, 2016

### 共著
- 『超能力!?いえ能力です :超能力は誰でも持つことができる能力なんだ』山岸隆著, 矢追純一 インタビュー. 文芸社, 2000
- 『闇の権力とUFOと2012年』中丸薫共著. 文芸社, 2011
- 『飛鳥昭雄×矢追純一 :UFO超常現象対談 :今だから話せる特番「木曜スペシャル」の舞台裏』学研パブリッシング, 2011
- 『今、いちばん大切な本です : 2012年以後… :ロン・バードVS.矢追純一』谷崎智美 通訳. ナチュラルスピリット, 2012
- 『闇の権力とUFOと日本救済』中丸薫共著. 文芸社, 2014

### 翻訳
- フレッド・ワルショフスキー『人類はあと何年地球に住めるか? (ミカサ・ブックス) 三笠書房, 1983
- B.バトラー [ほか]著『謎のHalt文書 :宇宙人との「第4の遭遇」 (サラ・ブックス) 二見書房, 1989
- Brit Elders [ほか著『UFO…プレアデス星団からの接近』監訳. 雄鶏社, 1992
- デイヴィッド・M.ジェイコブズ『未知の生命体 UFO誘拐体験者たちの証言』原田勝共訳. 講談社, 1994
- オービス・パブリッシング 原著『奇跡と神秘の黙示録 (世界の超常現象ファイル) 監訳・編. 同朋舎出版, 1996
- オービス・パブリッシング 原著『宇宙からの訪問者 (世界の超常現象ファイル)』監訳・編. 同朋舎出版, 1996
- オービス・パブリッシング 原著『失われた世界への旅 (世界の超常現象ファイル) 監訳・編. 同朋舎出版, 1996
- オービス・パブリッシング 原著『人間の限界を超える (世界の超常現象ファイル)』監訳・編. 同朋舎出版, 1996